# Corigos
Corigos es un pueblo situado en el Principado de Asturias, en el denominado Concejo de Aller, abarcando el mismo todos los pueblos por los que pasa el río con dicho nombre.
Consta de 2 partes, conocidas por nombres como: Corigos de arriba, más determinado por los lugareños como “el Pueblín” y Corigos de abajo.
Tiene también numerosas instalaciones, siendo tales como una cancha de fútbol y baloncesto, un centro social, parque con columpios para pequeños, una estación del FEVE (Ferrocarril de Vía Estrecha), del ALSA (Autobuses de Luarca Sociedad Anónima) y una gasolinera REPSOL.
Está situado entre Los Estrullones y L'Escuyu.